# Маале-Йосеф
Маале-Йосеф (ивр. מעלה יוסף‎) — региональный совет на севере Израиля, полностью располагающийся в Верхней Галилее между городами Маалот-Таршиха и Шломи. Административно региональный совет относится к Северному округу Израиля. Офисы регионального совета расположены в Горнот-ха-Галиль.

## История
Региональный совет был основан в 1963 году, хотя большинство составляющих его поселений было основано в 1950-х годах. Он был назван в честь Йосефа Вайца, сионистского деятеля времен Второй алии и директора Еврейского национального фонда после Первой мировой войны.

Во время Войны в газе («Война железных мечей») областной совет подвергся обстрелам ракетами, миномётами и противотанковыми ракетами, многие жители были эвакуированы из своих домов.

## Население
По статистическим данным Центрального статистического бюро Израиля население регионального совета на 2024 год составляет 11 727 человек.

## География
Совет располагается вдоль границы между Израилем и Ливаном. Он граничит на западе с региональным советом «Мате-Ашер» и Кафр-Ясифом, на юге — с региональным советом «Мисгав», а на востоке — с региональным советом «Мером-ха-Галиль» . В пределах его географического района находятся несколько друзских и арабских деревень.